# Formula of Love: O+T=＜3
Formula of Love: O+T=<3 è il sesto album in studio (il terzo in lingua coreana) del girl group sudcoreano Twice, pubblicato il 12 novembre 2021.

## Tracce
1. Scientist – 3:14
2. Moonlight – 3:39
3. Icon – 2:56
4. Cruel – 3:31
5. Real You – 3:07
6. F.I.L.A. (Fall in Love Again) – 3:11
7. Last Waltz – 2:50
8. Espresso – 3:07
9. Rewind (알고 싶지 않아?, Algo Sipji AnhaLR, lit. I Don't Want to Know) – 3:00
10. Cactus
11. Jihyo, Sana, Dahyun – Push & Pull – 3:25
12. Nayeon, Momo, Chaeyoung – Hello – 3:03
13. Jeongyeon, Mina, Tzuyu – 1, 3, 2 – 3:18
14. Candy – 3:15

Tracce bonus dell'edizione fisica
1. The Feels (Korean ver.) – 3:18
2. The Feels – 3:18

Tracce bonus dell'edizione digitale
1. The Feels – 3:18
2. Scientist (R3hab remix) – 3:28

## Classifiche

### Classifiche settimanali
| Classifica (2021) | Posizione massima |
| ----------------- | ----------------- |
| Belgio (Fiandre)  | 64                |
| Belgio (Vallonia) | 132               |
| Canada            | 17                |
| Corea del Sud     | 1                 |
| Finlandia         | 10                |
| Giappone          | 1                 |
| Lituania          | 100               |
| Paesi Bassi       | 77                |
| Ungheria          | 21                |

### Classifiche di fine anno
| Classifica (2021) | Posizione |
| ----------------- | --------- |
| Corea del Sud     | 19        |
| Giappone          | 80        |